# Automotrice Be (Ce) 4/4 130
Les automotrices Be (Ce) 4/4 130 (131-133) sont des automotrices de la compagnie Gruyères-Fribourg-Morat. Ces machines construites par Brown-Boveri avaient la particularité d'être unes des premières machines équipées de graduateurs ce qui facilitait les rebroussements et évitait les décroisements en bout de ligne.